# Passion (philosophie)
Pour les articles homonymes, voir passion.

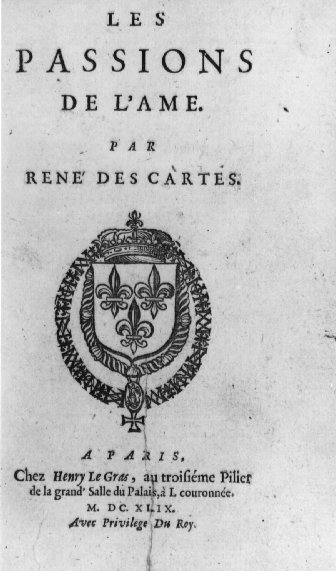
Les Passions de l'âme, de René Descartes, édition de 1649.

Dans son sens philosophique, plus large que le sens courant, la passion, du latin patior, pati, homonyme grec πάθος (pathos) , signifiant la « souffrance », le « supplice », l'« état de celui qui subit », désigne l'ensemble des pulsions instinctives, émotionnelles et primitives  de l'être humain qui, lorsqu'elles sont suffisamment violentes, entravent sa capacité à réfléchir et à agir de manière raisonnée. Elle est différente des connotations actuelles populaires de la passion qui tendent à la restreindre à un sentiment d'attirance irraisonné voire obsessionnel envers une personne (passion amoureuse), un objet, un loisir ou un concept. Les concepts des passions et de l'impact des effets sur le corps sont très anciens, déjà étudiés dans l'Antiquité grecque et réactualisés par Descartes. Leur étude est par exemple très développée dans le stoïcisme qui accorde une place centrale à la raison et prône ainsi la maîtrise, voire l'extinction des passions (apatheia), comme une condition indispensable pour atteindre le bonheur. La notion philosophique est identifiée par des états émotionnels sensiblement perçus, comme la colère, la luxure, proche de celle qu'on trouve dans la religion.

## Définitions
En philosophie :
1. Au sens classique, la passion désigne tous les phénomènes dans lesquels la volonté est passive, notamment par rapport aux impulsions du corps.
2. Au sens moderne, la passion est une inclination exclusive vers un objet, un état affectif durable et violent dans lequel se produit un déséquilibre psychologique (l'objet de la passion occupe excessivement l'esprit).

## Définitions particulières des philosophes
En tant qu'état dans lequel un objet subit l'action d'un autre, par opposition à la réaction, la passion désigne une des dix catégories que distinguait Aristote, dans son traité des Catégories. Pour certains stoïciens, les passions sont des perversions de la raison, au sens étymologique, des égarements de notre jugement qui nous écartent de nos devoirs naturels. Ainsi d'après Cicéron, Zénon de Cittium, fondateur du stoïcisme, affirmait que « la passion est un ébranlement de l'âme opposé à la droite raison et contre nature » (Tusculanes).
L'idée de « passion de l'âme » désigne, pour Descartes, dans son Traité des Passions, les affections ou changements internes que subit l'âme sous l'impulsion du corps. Ainsi il déclare dans la Lettre à Élisabeth du 6 octobre 1645 que l'« on peut généralement nommer passions toutes les pensées qui sont […] excitées en l'âme sans le secours de sa volonté, et par conséquent, sans aucune action qui vienne d'elle, par les seules impressions qui sont dans le cerveau, car tout ce qui n'est point action est passion ». La  passion la plus fondamentale est selon lui l’admiration (l'étonnement).
Selon Baruch Spinoza, une passion est une idée confuse, essentiellement imaginaire et souvent abstraite, par laquelle l'esprit affirme une augmentation ou une diminution de la force d'exister de son corps (Cf. Éthique III, définition générale des passions). Par exemple, la Pitié est une passion puisqu'elle repose sur l'imagination confuse qu'un être qui est semblable à nous subit un mauvais sort, ce qui a pour effet immédiat de provoquer une tristesse. Le désir confus de persévérer dans son être est pour cet auteur la passion la plus fondamentale, dont dérivent ensuite la joie et la tristesse, puis l'amour et la haine. Reposant sur une incompréhension de la Nature et de soi-même, les passions sont subies plutôt qu'elles ne marquent la force d'âme de celui qui en est affecté, elles sont ainsi des affects passifs bi ayant pour conséquence naturelle la servitude. Elles sont opposées aux actions, aux vertus et à la liberté en général. Il reste cependant possible de les maîtriser, non pas en leur opposant directement des raisonnements et la simple bonne volonté, ce qui est immémorialement inefficace, mais en leur opposant des affects actifs relevant d'une force d'âme véritable tels que la fermeté (ou courage), la générosité, l'acquiescement intérieur (acquiescentia in se ipso), sachant que ces vertus naissent quant à elles de la joie de comprendre les causes de nos déterminations et notamment de nos passions. Selon Hume, « ce que nous entendons couramment par passion est une émotion violente et sensible de l'esprit à l'apparition d'un bien ou d'un mal, ou d'un objet, qui, par suite de la constitution primitive de nos facultés, est propre à exciter un appétit. » Traité de la nature humaine, p. 548, Aubier.
Selon Hegel, la passion est la tendance puissante qui pousse un individu ou un peuple à unifier toutes ses énergies spirituelles et physiques pour créer une œuvre artistique, technique ou politique unique, originale et déterminante dans le cours de l'histoire : «Nous disons donc que rien ne s'est fait sans être soutenu par l'intérêt de ceux qui y ont collaboré. Cet intérêt, nous l'appelons passion lorsque, refoulant tous les autres intérêts ou buts, l'individualité tout entière se projette sur un objectif avec toutes les fibres intérieures de son vouloir et concentre dans ce but ses forces et tous ses besoins.» La Raison dans l'histoire, chapitre 2, § 2.

## Citations
- Benjamin Franklin - « Il y a deux passions qui ont toujours marqué les actions humaines : l'amour du pouvoir et l'amour de l'argent[2]. »

- « L'inclination que la raison du sujet ne peut pas maîtriser ou n'y parvient qu'avec peine est la passion. » Anthropologie du point de vue pragmatique, p. 109, Vrin.
- « La passion […] (en tant que disposition de l'esprit relevant de la faculté de désirer) se donne le temps et, aussi puissante qu'elle soit, elle réfléchit pour atteindre son but. L'émotion agit comme une eau qui rompt la digue ; la passion comme un courant qui creuse toujours plus profondément son lit […]. La passion (est) comme un poison avalé ou une infirmité contractée ; elle a besoin d'un médecin qui soigne l'âme de l'intérieur ou de l'extérieur, qui sache pourtant prescrire le plus souvent […] des médicaments palliatifs. » Ibidem, p. 110.
- "Attaquer les passions à la racine, c'est attaquer la vie à la racine" Nietzsche
- "L'homme est une passion inutile" Jean-Paul Sartre, - conclusion de L'Étre et le Néant.